# Jürgen Blasel
Jürgen Blasel (* 25. Juni 1960 in Essen) ist ein ehemaliger deutscher Radrennfahrer.

## Sportliche Laufbahn
Blasel war im Bahnradsport und im Straßenradsport aktiv. Er gewann 1981 in Hannover die nationale Meisterschaft im Dernyrennen. 1979 holte er beim Sieg von Jörg Echtermann die Bronzemedaille in der Meisterschaft in der Einerverfolgung. 1981 siegte er mit Manfred Donicke in Köln im traditionsreichen Zweier-Mannschaftsfahren um den Silbernen Adler.
1982 fuhr er eine Saison als Berufsfahrer im Radsportteam Kotter-Bibione-Campagnolo. Als Radprofi hatte er keine Erfolge zu verzeichnen. In der Tour de Suisse 1982 schied er aus.